# Тина Дута
Тина Дута (бенг. টিনা দত্ত; Колката, 27. новембар 1986) индијска је глумица.
Глумом се бави од пете године, а са 16 година је добила прву запаженију улогу у филму Chokher Bali. Глумила је тинејџерку Лолиту у боливудском филму Parineeta који је ишао на многе фестивале. Одиграла је двоструку главну улогу у серији Одбачена, за коју је добила више награда у Индији. 

## Филмографија
| Улоге Тине Дуте |              |               |                                                                        |          |
| Година          | Српски назив | Изворни назив | Улога                                                                  | Напомена |
| 2009–2015       | Одбачена     | उतरन          | Мити Акаш Чатерџи (Главна улога) - Ића Вир Синг Бундела (Главна улога) |          |